# Ike Borsavage
Costic Frank Borsavage, detto Ike (Plymouth, 25 luglio 1924 – Langhorne, 10 gennaio 2014), è stato un cestista e allenatore di pallacanestro statunitense, professionista nella ABL e nella NBA.

## Carriera
Venne selezionato dai Philadelphia Warriors al quinto giro del Draft NBA 1950 (48ª scelta assoluta).